# Russell Johnson
Russell David Johnson, född 10 november 1924 i Ashley, Pennsylvania, död 16 januari 2014 i Bainbridge Island i Kitsap County, Washington, var en amerikansk skådespelare. Han var mest känd för sin roll som professor Roy Hinkley i TV-serien Gilligan's Island.

## Biografi
Efter att ha gått ut high school bestämde sig Johnson för att ta värvning i US Army Air Forces. Detta var mitt under Andra världskriget, och hans plan sköts ned i Filippinerna i mars 1945. Johnson klarade sig undan med lindriga skador och tilldelades Purpurhjärtat.

## Karriär
Efter sin tid i armén bestämde sig Johnson för att försöka sig på skådespelaryrket. Han lärde känna skådespelaren Audie Murphy under kriget, och medverkade i tre av hans filmer. Under början av 1950-talet började Johnsons karriär som skådespelare ta fart ordentligt, och han fick medverka i många western- och Science fiction-filmer, exempelvis It Came From Outer Space (1953) och This Island Earth (1955).

## Gilligan's Island
Johnson spelade professor Roy Hinkley i TV-serien Gilligan's Island i tre säsonger åren 1964–1967. Hans karaktär i serien kunde bygga alla möjliga slags uppfinningar med sånt han hittat på ön (serien handlar om sju personer som är strandsatta på en öde ö).
Då Johnson provspelade för rollen ombads han att ta av sig på överkroppen. Johnson vägrade, men erbjöds rollen ändå. Innan Johnson tackade ja till rollen fick han producenten Sherwood Schwartz att lova att varje gång karaktären Roy Hinkley kom med ett medicinskt eller vetenskapligt påstående, så måste detta påstående stämma överens med verkligheten.
Rollen som Roy Hinkley spelade han även i filmen Rescue from Gilligan's Island samt i de tecknade spinoff-serierna The New Adventures of Gilligan och Gilligan's Planet.

## EfterGilligan's Island
Efter att Gilligan's Island lagts ned efter tre säsonger år 1967 medverkade Johnson i flera TV-serier och långfilmer - men särskilt TV-serier. I en intervju i Starlog Magazine under början av 1980-talet berättade Johnson att han gärna ville medverka i TV-serien Star Trek, men detta blev aldrig av.

## Familj
Johnsons son David drabbades av aids under 1990-talet, och David försökte hjälpa andra ungdomar med sjukdomen i Los Angeles fram till sin egen död år 1994. Russell Johnson startade själv en fond för att samla in pengar till människor med aids då hans son fick diagnosen.
Johnson skrev även en bok om sitt liv med titeln Here on Gilligan's Isle.

## Filmografi i urval
- 1953 - Anfall i natten
- 1954 - Gangsterpolisen
- 1954 - Black Tuesday
- 1955 - Kvinnan i Santa Fe
- 1956 - The Adventures of Rin Tin Tin (gästroll i TV-serie)
- 1957 - Attack of the Crab Monsters
- 1957 - Alfred Hitchcock presenterar (gästroll i TV-serie)
- 1958 - Han svor att hämnas
- 1959–1960 - Black Saddle (TV-serie)
- 1960–1961 - The Twilight Zone (gästroll i TV-serie)
- 1961–1963 - Laramie (TV-serie)
- 1963 - Rawhide (gästroll i TV-serie)
- 1965 - Mannen från Nasaret
- 1964–1967 - Gilligan's Island (TV-serie)
- 1970 - The Movie Murderer (TV-film)
- 1973 - The Horror at 37,000 Feet (TV-film)
- 1974 - The New Adventures of Gilligan (TV-serie)
- 1974–1975 - Cannon (gästroll i TV-serie)
- 1977 - Nowhere to Hide (TV-film)
- 1978 - Rescue from Gilligan's Island (TV-film)
- 1978 - På första sidan (gästroll i TV-serie)
- 1980 - Våra bästa år (gästroll i TV-serie)
- 1982 - Gilligan's Planet (TV-serie)
- 1986 - Dallas (gästroll i TV-serie)
- 1987 - Fame (gästroll i TV-serie)
- 1987 - Alf (gästroll i TV-serie)
- 1992 - Minne för mord (TV-film)
- 1995 - Roseanne (gästroll i TV-serie)